# Silvestre Guzzolini
São Silvestre Guzzolini (1177 - 26 de novembro de 1267) foi um padre católico romano italiano e fundador do Congregação Silvestrina. Ele serviu como cônego em Osimo, mas as repreensões respeitosas à conduta inadequada de seu bispo o levaram a partir para um eremitério antes que o bispo pudesse retirá-lo de sua posição. Ele permaneceu em seu eremitério com a determinação de fundar uma congregação religiosa e a baseou na Ordem de São Bento depois de ter um sonho com São Bento de Núrsia. Sua ordem recebeu a aprovação papal do Papa Inocêncio IV, o que permitiu que sua ordem se expandisse pelas cidades italianas em um grau significativo.
Sua beatificação foi confirmada na década de 1260 e ele foi canonizado em 1598 como santo.

## Vida
Silvestre Guzzolini nasceu dos nobres Gislerio Guzzolini e Bianca em Osimo.
Guzzolini foi enviado em 1197 para estudar jurisprudência no colégio de Bolonha (para direito) e no colégio de Pádua, mas sentiu-se chamado ao estado eclesiástico (não encontrando satisfação em seus estudos e os considerava muito seculares) e abandonou seus estudos de direito pela teologia e estudos das escrituras. Em seu retorno para casa em 1208, dizem que seu pai - irritado com sua mudança de propósito - se recusou a falar com ele por uma década. Guzzolini aceitou o cargo de cônego em Osimo (depois que o bispo diocesano o ordenou em 1217) e se dedicou ao trabalho pastoral com tanto zelo que despertou hostilidades de seu bispo, a quem havia repreendido com respeito pelos escândalos que a vida irregular do prelado havia causado.
O prelado ameaçou destituí-lo de seu cargo, mas o cônego decidiu deixar o mundo ao ver o cadáver de alguém que outrora fora conhecido por sua aparência enquanto presidia um funeral. Retirou-se para um lugar deserto longe de Osimo em 1227 e viveu ali em extrema pobreza até que o dono da terra - o nobre Corrado - o reconheceu e lhe ofereceu um local melhor para seu eremitério. A umidade o afastou daquele lugar e ele se estabeleceu em seguida na Grotta Fucile, onde posteriormente construiu um convento para sua futura ordem religiosa. Neste lugar, suas penitências eram mais severas, pois ele vivia de ervas cruas e água e dormia no solo nu. Discípulos acorreram a ele buscando sua direção e tornou-se vital para ele escolher uma Regra. Sua fama preocupou o Papa Gregório IX em 1228 e ele decidiu enviar os frades dominicanos Riccardo e Bonaparte a ele para convidá-lo para a ordem, mas ele recusou. A lenda sugere que os vários fundadores apareceram para ele em uma visão, cada um implorando para que ele adotasse sua Regra. Guzzolini escolheu para seus seguidores o de São Bento de Núrsia em 1231 (após ter uma visão do santo) e construiu seu primeiro convento em Montefano, perto de Fabriano, após remover os restos de um templo pagão.
Em 27 de junho de 1248, ele obteve do Papa Inocêncio IV uma bula papal confirmando sua ordem como sendo canônica e, antes de sua morte, fundou onze mosteiros após essa aprovação. Ele morreu em 26 de novembro de 1267 devido a uma forte febre; O Dr. Andrea embalsamava-o e a sala se encheu de uma doce fragrância quando ele removeu os intestinos de Guzzolini. Seus restos mortais foram posteriormente desenterrados e colocados em um santuário ainda existente na igreja de Monte Fano.

## Santidade

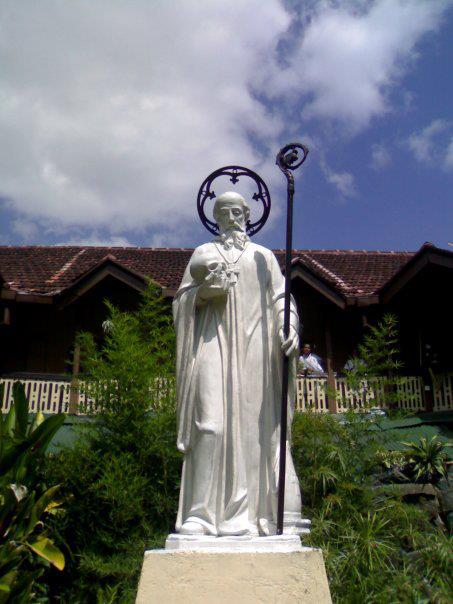
Estátua em uma faculdade em seu nome no Sri Lanka

O relato de seus milagres e do crescimento de seu "culto" (ou veneração de longa data) pode ser encontrado em Bolzonetti. O Papa Clemente IV beatificou Guzzolini e o Papa Clemente VIII posteriormente o canonizou em 1598. O Papa Leão XIII incluiu sua Missa e ofício no Calendário Romano Geral em 1890 com a classificação de Duplo (festa de terceira classe na reforma de 1960 do Papa João XXIII) reduzindo, portanto, ao status de uma comemoração do Papa Pedro I de Alexandria, que compartilhou essa data. Em 1970, essa celebração foi removida e relegada ao calendário local, pois não era uma festa de importância universal.